# Oakland (Maine)
Oakland ist eine Town im Kennebec County des Bundesstaates Maine in den Vereinigten Staaten. Im Jahr 2020 lebten dort 6230 Einwohner in 3136 Haushalten auf einer Fläche von 72,96 km².

## Geografie
Nach dem United States Census Bureau hat Oakland eine Gesamtfläche von 72,96 km², die aus 66,48 km² Land und 6,47 km² Gewässern besteht.

### Geografische Lage
Oakland liegt im Norden des Kennebec Countys und grenzt an das Somerset County an. Im Nordwesten grenzt der East Pond an, im Südwesten der Ellis Pond und im Norden der Annabessacook Lake und der Wilson Pond. Der Messalonskee Lake teilt das Gebiet der Town, er entwässert in den Kennebec River. Die Oberfläche ist eher eben, die höchste Erhebung ist der 214 m hohe Howland Hill.

### Nachbargemeinden
Alle Entfernungen sind als Luftlinien zwischen den offiziellen Koordinaten der Orte aus der Volkszählung 2010 angegeben.
- Norden: Fairfield Sommerset County, 9,2 km
- Osten: Waterville, 8,9 km
- Südosten: Sidney, 5,7 km
- Südwesten: Belgrade, 11,1 km
- Nordwesten: Smithfield, Somerset County, 7,1 km

### Stadtgliederung
In Oakland gibt es drei Siedlungsgebiete: Oakland, Ten Lots Chapel und Tyler Corner.

### Klima
Die mittlere Durchschnittstemperatur in Oakland liegt zwischen −7,2 °C (19 °Fahrenheit) im Januar und 20,6 °C (69 °Fahrenheit) im Juli. Damit ist der Ort gegenüber dem langjährigen Mittel der USA um etwa 6 Grad kühler. Die Schneefälle zwischen Oktober und Mai liegen mit bis zu zweieinhalb Metern mehr als doppelt so hoch wie die mittlere Schneehöhe in den USA; die tägliche Sonnenscheindauer liegt am unteren Rand des Wertespektrums der USA.

## Geschichte
Das Gebiet der späteren Town Oakland, zunächst bekannt unter dem indianischen Namen Taconnet, wurde in der zweiten Hälfte durch Siedler britischer Abstammung besiedelt. Sie kamen zumeist aus Massachusetts und New Hampshire. Es gehörte zum Gebiet des Plymouth Claims, auch Kennebec Purchase.
Ursprünglich bildete Oakland zusammen mit Waterville und dem Teil, der das heutige Winslow darstellt, eine Town. Diese teilte sich 1872 in das östlich des Kennebec River gelegene Winslow und den westlich des Kennebec River liegenden Teil Waterville. Von diesem Teil wurde im Jahr 1873 der westliche Teil als Town West Waterville eigenständig organisiert. West Waterville wurde im Jahr 1883 in Oakland umbenannt.

### Einwohnerentwicklung
| Volkszählungsergebnisse – Town of Oakland, Maine | Volkszählungsergebnisse – Town of Oakland, Maine | Volkszählungsergebnisse – Town of Oakland, Maine | Volkszählungsergebnisse – Town of Oakland, Maine | Volkszählungsergebnisse – Town of Oakland, Maine | Volkszählungsergebnisse – Town of Oakland, Maine | Volkszählungsergebnisse – Town of Oakland, Maine | Volkszählungsergebnisse – Town of Oakland, Maine | Volkszählungsergebnisse – Town of Oakland, Maine | Volkszählungsergebnisse – Town of Oakland, Maine | Volkszählungsergebnisse – Town of Oakland, Maine |
| Jahr                                             | 1800                                             | 1810                                             | 1820                                             | 1830                                             | 1840                                             | 1850                                             | 1860                                             | 1870                                             | 1880                                             | 1890                                             |
| ------------------------------------------------ | ------------------------------------------------ | ------------------------------------------------ | ------------------------------------------------ | ------------------------------------------------ | ------------------------------------------------ | ------------------------------------------------ | ------------------------------------------------ | ------------------------------------------------ | ------------------------------------------------ | ------------------------------------------------ |
| Einwohner                                        |                                                  |                                                  |                                                  |                                                  |                                                  |                                                  |                                                  |                                                  | 1647                                             | 2044                                             |
| Jahr                                             | 1900                                             | 1910                                             | 1920                                             | 1930                                             | 1940                                             | 1950                                             | 1960                                             | 1970                                             | 1980                                             | 1990                                             |
| Einwohner                                        | 1913                                             | 2257                                             | 2473                                             | 2664                                             | 2730                                             | 2679                                             | 3075                                             | 3535                                             | 5162                                             | 5595                                             |
| Jahr                                             | 2000                                             | 2010                                             | 2020                                             | 2030                                             | 2040                                             | 2050                                             | 2060                                             | 2070                                             | 2080                                             | 2090                                             |
| Einwohner                                        | 5959                                             | 6240                                             | 6230                                             |                                                  |                                                  |                                                  |                                                  |                                                  |                                                  |                                                  |

## Kultur und Sehenswürdigkeiten

### Bauwerke

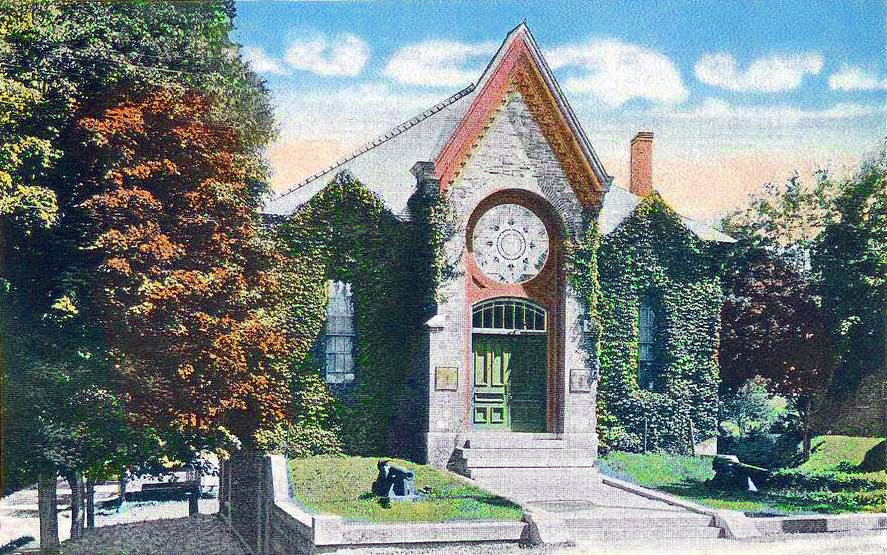
Memorial Hall

In Oakland wurden mehrere Gebäude unter Denkmalschutz gestellt und ins National Register of Historic Places aufgenommen.
- Das Memorial Hall 1977 unter der Register-Nr. 77000071[10]
- Die Oakland Public Library 2000 unter der Register-Nr. 00000375[11]
- Das Pressey House 1977 unter der Register-Nr. 77000072[12]

## Wirtschaft und Infrastruktur

### Verkehr
Die Interstate 95 verläuft durch die nordöstliche Ecke des Gebietes der Town. In westlicher Richtung verläuft die Maine State Route 137, in nordsüdlicher Richtung am Ostufer des Messalonskee Lake die Maine State Route 23 und am Westufer des Messalonskee Lake die Maine State Route 11.

### Öffentliche Einrichtungen
Es gibt keine medizinischen Einrichtungen oder Krankenhäuser in Oakland. Die nächstgelegenen befinden sich in Waterville.
Die Oakland Public Library wurde zwischen 1913 und 1915 erbaut. Sie geht auf eine Spende der Andrew Carnegie Foundation zurück, das Grundstück wurde von Alice Benjamin gestiftet.

### Bildung
Oakland gehört mit Belgrade, China, Rome und Sidney zum Messalonskee School District.
Im Schulbezirk werden folgende Schulen angeboten:
- Belgrade Central in Belgrade, mit Schulklassen von Pre-Kindergarten bis zum 5. Schuljahr
- China Primary in China, mit Schulklassen von Pre-Kindergarten bis zum 4. Schuljahr
- China Middle in China, mit Schulklassen vom 5. bis zum 8. Schuljahr
- James H. Bean in Sidney, mit Schulklassen von Pre-Kindergarten bis zum 5. Schuljahr
- Atwood Primary in Oakland, mit Schulklassen von Kindergarten bis zum 2. Schuljahr
- Williams Elementary in Oakland, mit Schulklassen vom 3. bis zum 5. Schuljahr
- Messalonskee Middle in Oakland
- Messalonskee High in Oakland

## Persönlichkeiten

### Söhne und Töchter der Stadt
- Daniel Wells junior (1808–1902), Politiker